# Bokong (Toianas)
Bokong is een bestuurslaag in het regentschap Timor Tengah Selatan van de provincie Oost-Nusa Tenggara, Indonesië. Bokong telt 1972 inwoners (volkstelling 2010).